# Grgur XIII.
Grgur XIII., lat. Gregorius PP. XIII. (Bologna, 1. siječnja 1502. – Rim, 10. travnja 1585.), rođen kao Ugo Boncompagni, 226. poglavar Katoličke Crkve, papa od 14. svibnja 1572. do smrti 1585., po struci pravnik.

## Raniji život
Ugo Boncopagni rodio se u Bologni, 7. siječnja 1502., kao peti sin oca Cristofora Boncopagnija, bolonjskog patricija i bogatog trgovca, i majke Angele Marescalchi. Studirao je pravo na Sveučilištu u Bologni, na kojem je 1530. diplomirao i doktorira kanonsko i građansko pravo. Kasnije je na istom sveučilištu predavao pravo, a među svojim je učenicima imao buduće kardinale, Alessandra Farnesea ml. (1520. – 1589.), Cristofora Madruzzija (1512. – 1578.), Truchsessa von Waldburga (1514. – 1573.), Carla Borromea (1538. – 1584.) i Stanislausa Hosiusa (1504. – 1579.). Imao je burnu mladost. Još u Bologni rodio mu se izvanbračni sin Giacomo, što nije krio, a s takvim životom je nastavio i nakon što se zaredio. Godine 1539. došao je u Rim na zahtjev kardinala Parizzija, a papa Pavao III. imenovao ga je abbreviatore del Parco Maggiore (u srednjem vijeku „javni bilježnik“). Isti ga je papa 1545. poslao na Tridentski sabor kao jednog od svojih pravnika. Po povratku u Rim obnašao je razne dužnosti u Rimskoj kuriji pod vodstvom pape Julija III. (1550. – 1555.), koji ga je 1555. imenovao pro-legatom za provincije Campagna i Marittima. Pod papom Pavlom IV. (1555. – 1559.) pratio je kardinala Alfonsa Caraffu u papinskoj misiji Filipu II. Habsburškom (1556. – 1598.) u Flandriji. Po povratku u Rim 20. srpnja 1558. Pavao IV. imenuje ga biskupom u Viestiju. Do tog trenutka Boncampagni nije bio svećenik pa je zaređen prije biskupskog posvećenja. Godine 1559. novoizabrani papa Pio IV. (1559. – 1565.) poslao ga je kao svog povjerljivog zamjenika na Tridentski koncil, gdje je ostao sve do njegova zaključenja 1563. Ubrzo nakon povratka u Rim, isti taj papa imenovao ga je kardinalom 12. ožujka 1563. Sljedeće godine Papa ga šalje kao legata u Španjolsku kako bi istražio slučaj nadbiskupa Bartoloméa Carranze (1503. – 1576.) iz Toleda, kojega je inkvizicija osumnjičila za herezu i zatvorila. Dok je bio u Španjolskoj imenovan je tajnikom papinskih bula, a nakon izbora pape Pija V., 7. siječnja 1566., vratio se u Rim kako bi preuzeo novu dužnost.

## Izbor za papu
Nakon smrti Pija V. 1. svibnja 1572., okupila su se 53 od 66 kardinala. Konklava je započela 12. svibnja da bi završila već sljedeći dan, što je svrstava u jednu od najkraćih konklava u povijesti. U šesnaestom stoljeću samo je još jedna konklava imala isto trajanje: ona koja je dovela do izbora Julija II. (31. listopada - 1. studenoga 1503.). Za papu je izabran kardinal Boncompagni, koji si je odabrao ime Grgur XIII. Prilikom izbora za papinsko prijestolje Grgur XIII. već je napunio sedamdesetu godinu, ali je i dalje bio vitalan. Njegov izbor Rimljani su dočekali s radošću, kao i europski vladari. Car Maksimilijan II., francuski kralj Karlo IX., španjolski kralj Filip II., portugalski kralj Sebastijan, predstavnici Ugarske, Poljske, Talijana i drugi knezovi poslali su svoje predstavnike u Rim kako bi iskazali poslušnost novoizabranom papi. 

## Pontifikat
Na svojem prvom konzistoriju naredio je da se javno pročita Ustav Pija V., koji je zabranjivao otuđenje crkvene imovine, i obvezao se da će izvršiti dekrete Tridentskog koncila. Smjesta je imenovao odbor kardinala, s uputama da se otkriju i ukinu sve crkvene zlouporabe; zaključio da kardinali koji su bili na čelu biskupija nisu izuzeti od tridentskog dekreta o biskupskom prebivalištu; odredio je odbor kardinala za popunjavanje Indeksa zabranjenih knjiga i odredio jedan dan u tjednu za javnu audijenciju tijekom koje su svi imali pristup njemu. Posebnu pozornost pridavao je imenovanju kardinala. Tijekom njegova pontifikata imenovana su trideset i četiri kardinala. Dvojicu svojih nećaka, Filippa Buoncompagnija i Filippa Vastavillanija, imenovao je kardinalima jer ih je smatrao dostojnima te časti. Svoga sina Giacoma, imenovao je upraviteljem Anđeoske tvrđave, ali odbio mu je dodijeliti veće dostojanstvo. Poput svog prethodnika i Grgur XIII. nije štedio sredstva za daljnju borbu protiv Osmanskog carstva. S tom svrhom poslao je posebne legate u Španjolsku, Francusku, Njemačku, Poljsku i druge zemlje, ali nesloga kršćanskih knezova, mir koji su Mlečani sklopili s Turcima i ugovor koji je Španjolska sklopila sa Sultanom nije postigla željene rezultate. Posvetio je veću brigu za obuku kandidata za svećenički poziv u katoličkoj filozofiji i teologiji. Osnovao je brojne učilišta i sjemeništa u Rimu i drugim prikladnim mjestima i većinu ih stavio pod vodstvo isusovaca. Grgur XIII. osnovao je više rimskih učilišta: grčki kolegij 13. siječnja 1577; kolegij za neofite, tj. obraćene Židove i nevjernike, 1577.; engleski kolegij 1. svibnja 1579.; Maronitsko učilište 27. lipnja 1584. Za međunarodno isusovačko učilište (Collegium Romanum) sagradio je 1582. veliko zdanje poznato kao Collegio Romano (Papinsko sveučilište Gregoriana). Papini napori da za engleske katolike osigura vjersku slobodu bili su neuspješni. Neki povjesničari žestoko su napadali Grgura XIII. da je bio odgovoran za pokolj hugenota na Dan Svetog Bartolomeja 1572., potkrepljujući to misom zahvalnicom "Te Deum" koju je održao u Rimu, kao i drugim proslavama. U obranu Grgura XIII. navodi se da je on doista sudjelovao u rimskim svečanostima, ali da nije bio upoznat s okolnostima pariških strahota te je, poput ostalih europskih vladara, bio obaviješten da su Hugenoti otkriveni u uroti za ubojstvo kralja i cijele kraljevske obitelji, i na taj su način kažnjeni zbog njihovih izdajničkih nacrta. Suvremenici pape Grgura XIII. svjedočili su o Papinoj šokiranosti kada je doznao o detaljima pariškog pokolja. Nijedan drugi čin Grgura XIII. nije za njega stekao trajniju slavu od njegove reforme julijanskog kalendara koja je dovršena i uvedena u većinu katoličkih zemalja 1578. Danas poznat kao Gregorijanski kalendar stupio je na snagu 4. listopada, nakon kojeg je nastupio 15. listopad 1578. . Već je spomenuto da je Grgur XIII. trošio velike svote za podizanje učilišta i sjemeništa. Tijekom svojeg pontifikata potrošio je dva milijuna škuda za obrazovanje siromašnih kandidata za svećeništvo. Godine 1580. započeo je gradnju Kvirinalske palače, koju će dovršiti njegov nasljednik. Na taj način potrošene su velike količine novca, što je znatno osiromašilo papinsku blagajnu. Onim plemićima koji nisu plaćali feudalni porez u papinsku blagajnu oduzimao je imanja i palače, što je izazvalo strah kod mnogih plemića. Rezultat je bio da je aristokracija mrzila Papu te su na isto poticali i seljake. Uslijedilo je razdoblje krvoprolića, razbojništva i bezakonja, koja Grgur XIII. nije mogao spriječiti. Dana 5. travnja 1585. Papa je dobio groznicu i nije se osjećao dobro. Nakon dva dana činilo se da se oporavio i tijekom cijelog 8. i 9. travnja obavljao je sve poslove, iako se vidjelo da se nije sasvim dobro. Sljedećeg dana, 10. travnja više nije mogao ustati iz kreveta. Imao je groznicu i slab puls. Umro je istoga dana, primivši Posljednju pomast u 84. godini života. Pokopan je četiri dana kasnije u bazilici sv. Petra. Najstarija papinska tijara koja još uvijek postoji, datira iz vremena vladavine Grgura XIII. Ostale nisu očuvane zbog stoljetnih pljački i pustošenja Rima.

## Spomen
- spomenik u Bazilici sv. Petra[1]

## Vanjske poveznice
- "Papinska knjižnica": Grgur XIII.